# Gtk-gnutella
Gtk-gnutella è uno dei pochi progetti di software per Unix - Linux che supporta la rete Gnutella.

## Storia
All'inizio Gtk-gnutella fu scritto come clone del client Gnutella originale della Nullsoft. L'autore Yann Grossel smise di lavorare sul client all'inizio del 2001. Dopo poco Raphael Manfredi divenne il principale sviluppatore del progetto, e da allora il client è stato sviluppato attivamente. Le versioni rilasciate dopo il 1º luglio 2002 hanno perso la loro somiglianza grafica con il client Nullsoft.

## Caratteristiche

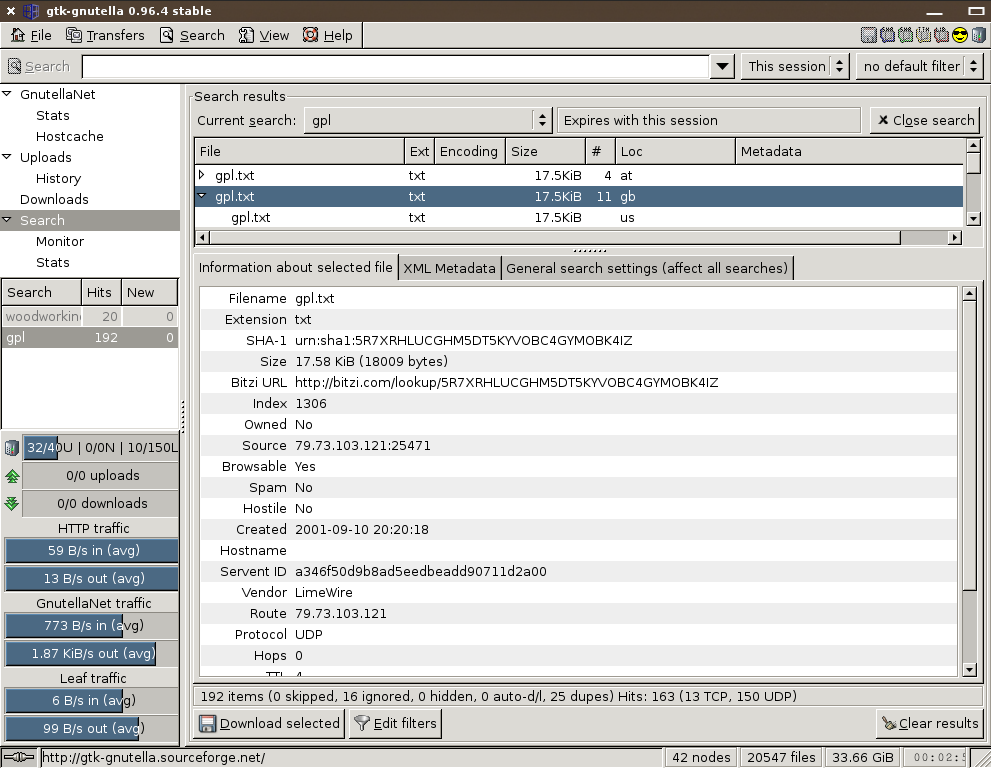
Gtk-gnutella in modalità ultrapeer

Gtk-gnutella supporta un gran numero di funzionalità dei moderni client della rete Gnutella. Infatti Gtk-gnutella è stato il primo client a supportare pienamente il protocollo IPv6, e la crittografia tramite TLS. È in grado di gestire anche i magnet link. Ha anche una predisposizione all'internazionalità, in quanto supporta la lingua inglese, tedesca, greca, francese, ungherese, spagnola, giapponese, norvegese, olandese, cinese e italiana. Essendo scritto in C, richiede meno risorse rispetto a molti altri client Gnutella. Gtk-gnutella ha un potente filtro che riduce la quantità di spam e di altri risultati irrilevanti. Il client ha inoltre interessanti funzioni che bloccano gli attacchi al peering.
D'altro canto Gtk-gnutella non è uno dei client più user-friendly. Ha molte opzioni a cui gli utenti meno esperti non prestano attenzione. Mentre molti software forniscono anche pacchetti precompilati, gli utenti di Gtk-gnutella devono provvedere loro stessi alla compilazione da sorgenti, se vogliono usare l'ultima release. I sorgenti di Gtk-gnutella utilizzano dist come sistema di configurazione, invece del più usato Autoconf. Molti utenti, invece, hanno familiarità solamente con gli script di configurazione generati da Autoconf. Un altro ostacolo per quelli che si avvicinano per le prime volte alla rete Gnutella, è la configurazione dei dispositivi NAT, al fine di abilitare l'intera connettività di rete. Gtk-gnutella, come qualsiasi altro client Gnutella, è in grado di essere utilizzato anche con un firewall o un router, ma con alcune funzioni in meno, in quanto non è in grado di ricevere connessioni TCP o pacchetti UDP.